# 반드시 잡는다
《반드시 잡는다》는 제피가루의 웹툰 <아리동 라스트 카우보이>를 원작으로 한 2017년에 개봉한 대한민국의 영화이다. 미디어다음 웹툰있으며 영화 반드시 잡는다의 원작이다

## 줄거리
30년 전 해결되지 못한 장기 미제사건과 동일한 수법으로 또 다시 살인이 시작되자 동네를 꿰뚫고 있는 터줏대감 ‘심덕수(백윤식)’는 사건을 잘 아는 전직 형사 ‘박평달(성동일)’과 의기투합해 범인을 잡으려 나선다.

## 캐스팅
- 백윤식 : 심덕수 역
- 성동일 : 박평달 역
- 천호진 : 나정혁 역
- 배종옥 : 민영숙 역
- 손종학 : 최 형사 역
- 김혜인 : 김지은 역
- 조달환 : 이 순경 역
- 이칸희 : 이정애 역
- 박형수 : 배두식 역
- 박지현 : 김수경 역
- 김시영 : 돌보미 1 역
- 강말금 : 돌보미 2 역
- 유수빈 : 양아치 1 역
- 오희준 : 양아치 2 역
- 김동희 : 양아치 3 역
- 김선하 : 양아치녀 역
- 이민웅 : 평달아들 역
- 오치운 : 송 사장 역
- 이도국 : 204호 아저씨 역
- 전현숙 : 해장국집 여사장 역
- 김민상 : 김 형사 역
- 박성현 : 박 형사 역
- 김현 : 나염공장 아줌마  역
- 오일영 : 나염공장 관리자 역
- 손성찬 : 경찰서장 역
- 정성일 : 젊은 박평달 역
- 조현식 : 젊은 최씨 역
- 위하준 : 젊은 나정혁 역
- 임형태 : 장수 역
- 박종상 : 한씨영감 역
- 권혁규 : 이만석 역
- 정용구 : 한길도 역
- 강희중 : 역무원 역
- 승의열 : 신부님 역
- 신문성 : 주민 1 역
- 유창한 : 주민 2 역
- 김진옥 : 주민 3 역
- 정유민 : 어린 영숙 역
- 윤진 : 어린 정애 역
- 송민후 : 사내아이 역
- 윤기창 : 기자 1 역
- 김수경 : 기자 2 역
- 최현준 : 기자 3 역
- 송희정 : 이은호 역
- 박정숙 : 송사장 노모  역
- 김정중 : 고추아줌마 역
- 이지숙 : 이미숙 역
- 이근숙 : 성경노파 역
- 박재영 : 동굴노인 역
- 권윤경 : 도랑여자 역
- 세희 : 닭장여자 역
- 곽정길 : 고스톱노인 1 역
- 우정옥 : 고스톱노인 2 역
- 신아인 : 마트 아이 1 역
- 정탁 : 마트 아이 2 역
- 선호삼 : 양아치 패거리 1 역
- 천준호 : 양아치 패거리 2 역
- 권인호 : 양아치 패거리 3 역
- 손정현 : 양아치 패거리 4 역
- 강병희 : 양아치 패거리 5 역
- 조건희 : 양아치 패거리 6 역
- 서윤하 : 맨션 주민 1 역
- 김형구 : 맨션 주민 2 역
- 박점순 : 맨션 주민 3 역
- 김정남 : 맨션 주민 4 역
- 홍희자 : 맨션 주민 5 역
- 주민준 : 맨션 주민 6 역
- 신영주 : 맨션 주민 7 역
- 신대기 : 맨션 주민 8 역
- 김윤숙 : 맨션 주민 9 역
- 안세빈 : 맨션 아이 1 역
- 김나은 : 맨션 아이 2 역
- 이창훈 : 스님 1 역
- 강수호 : 스님 2 역
- 이도건 : 최씨아들 사진 역
- 김서희 : 최씨며느리 사진 역
- 안지윤 : 최씨손녀 사진 역
- 이원욱 : 한의사 (손 대역)
- 이광세 : 정만홍 역
- 장우진 : 기관사 역
- 세아 : 중장비여자 역
- 조은별 : 소각로여자 역
- 박복만 : 경비노인 역
- 유재명 : 고 형사 역 (우정출연)
- 이정은 : 지은엄마 역 (우정출연)
- 김현욱 : 뉴스앵커 1 역 (우정출연)
- 장성규 : 뉴스앵커 2 역 (우정출연)
- 김민아 : 뉴스앵커 3  역 (우정출연)
- 이재윤 : 뉴스앵커 4 역 (우정출연)
- 윤재희 : 뉴스앵커 5 역 (우정출연)